# 28毫米75倍径高射机炮
28毫米75倍径高射机炮（英語：1.1"/75 caliber gun），第二次世界大戰時美國海軍使用之防空兵器，使用28毫米（1.1英寸）榴弾，舰上的四联装版本则拥有“芝加哥钢琴”的绰号。
此防空炮因为设计缺陷令它很容易卡壳，在美国水兵之间劣评如潮，因此这防空炮在太平洋战争中后期的大部分主力战舰中换装成性能更可靠的厄利孔20毫米机炮和博福斯40毫米高射炮。